# Turmruine Amerang

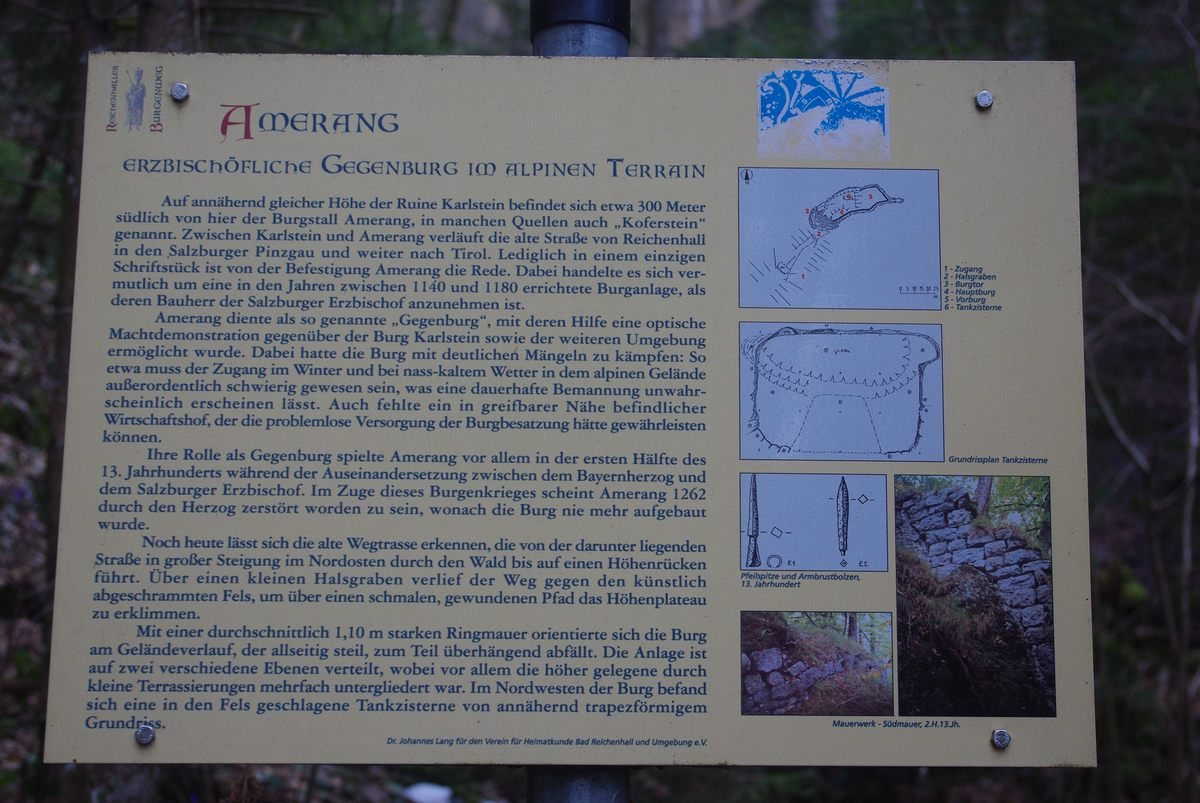
Hinweistafel des Burgenwegs

Die Turmruine Amerang, auch als Koferstein bezeichnet, ist eine ehemalige Felsenburg in Bad Reichenhall im Landkreis Berchtesgadener Land in Bayern. Die Turmruine ist unter der Nummer D-1-72-114-193 als Baudenkmal, der Burgstall unter der Nummer D-1-8243-0133 als Bodendenkmal mit der Bezeichnung „Burgstall des hohen Mittelalters“ in die Bayerische Denkmalliste eingetragen.

## Geschichte
Die Burg wurde vermutlich zwischen 1140 und 1180 durch den Salzburger Erzbischof errichtet und diente während des 13. Jahrhunderts als Gegenburg zur Burg Karlstein.
Erwähnt wurde sie während der Mitte des 13. Jahrhunderts als …en hous heizzet Amrange., zerstört wurde die Burg Amerang dann vermutlich 1262 gleichzeitig mit den Burgen Vager und Kirchberg durch Herzog Heinrich XIII.

## Beschreibung
Von der ehemaligen Turmburg auf einem kleinen Felsplateau sind nur noch geringe Ringmauerreste in einer Stärke von etwa 1,1 Metern erhalten. Die Zisterne war teilweise in den Fels gehauen, teilweise mit Steinen erbaut und mit einer wasserundurchlässigen Lehmschicht verkleidet. Aufgrund der Gestaltung und der exponierten Lage war Amerang wohl nicht als bewohnter Adelssitz geplant, sondern als Gegenburg zur Burg Karlstein. Dafür spricht auch das Fehlen eines Wirtschaftshofes sowie die Tatsache, dass durch die schwer erreichbare Lage eine Kontrolle der Wegverbindung von Reichenhall in Richtung Westen kaum möglich war. Unter Umständen war die Anlage auch nur temporär bemannt. Verbogene Pfeilspitzen aus dem späten 13. Jahrhundert, die während einer archäologischen Untersuchung im Jahr 2002 gefunden wurden, deuten auf eine kriegerische Auseinandersetzung hin, die sich mit der Zerstörung der Anlage 1262 deckt. Da Brandspuren fehlen, ist davon auszugehen, dass bei der Schleifung der Burg die Ringmauern gebrochen wurden.

## Geografische Lage

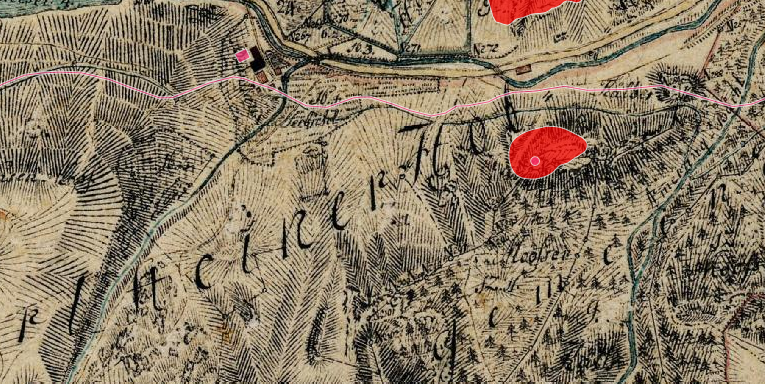
Lageplan der Turmruine Amerang auf dem Urkataster von Bayern

Die Burg Amerang befindet sich auf einem 570 m ü. NHN hohen Felskopf nordwestlich des Kugelbachbauern und unmittelbar gegenüber der Burg Karlstein im Bad Reichenhaller Ortsteil Karlstein. Die Ruine liegt in steilem, unwegsamem Gelände und ist nicht öffentlich zugänglich.

## Sonstiges
Die Turmruine Amerang ist eine Station auf dem Reichenhaller Burgenweg. Dieser knapp 30 km lange Rundwanderweg führt zu 17 Burgen, Schlössern und Befestigungsanlagen in Bad Reichenhall und den umliegenden Gemeinden.